# 남양주 수종사 사리탑 사리장엄구
남양주 수종사 사리탑 사리장엄구(南陽州 水鐘寺 舍利塔 舍利莊嚴具)는 경기도 남양주시 수종사에 있는 석조 부도의 껴묻거리이다. 
1963년 1월 21일 대한민국의 보물 제259호 남양주 수종사 부도 사리장엄구로 지정되었다가, 2019년 6월 26일 현재의 명칭으로 변경되었다.

## 개요
남양주 수종사 부도 사리장엄구(南陽州 水鐘寺 浮屠 舍利莊嚴具)는 경기도 양평군에 있는 수종사 석조 부도를 고쳐 세울 때 발견된 유물들이다.
청자유개호(靑磁有蓋壺), 금제구층탑(金製九層塔), 은제 도금 사리기(銀製 鍍金 舍利器)가 발견되었고, 당시 금제구층탑과 은제 도금 사리기는 청자유개호 안에 들어 있었다
청자유개호(靑磁有蓋壺)는 높이 31.2cm, 아가리 지름 26cm로 세로로 골이 파진 것처럼 몸 전체가 장식되었고, 뚜껑은 아름다운 꽃 덩굴무늬가 전체적으로 새겨져 있다. 뚜껑의 가장 가운데에는 모란 꽃송이무늬를 도드라지게 새겨 놓았다. 청자호의 색깔은 몸체와 뚜껑의 색이 다른데, 몸은 녹청색이고 뚜껑은 녹황색을 띠고 있다.
청자유개호(靑磁有蓋壺) 안에 금제구층탑(金製九層塔)과 함께 들어 있었던 은제 도금 사리기(銀製 鍍金 舍利器)는 높이 17.3cm로, 이 중 의 연꽃무늬가 있는 기단에 연꽃 무늬와 칠보 무늬를, 면마다 번갈아 뚫어 조각한 6각의 몸체 위에 6각의 지붕을 얹은 형태이다. 지붕 꼭대기에는 연꽃 모양 위에 보주가 장식되어 있다. 이 은제 도금 사리기(銀製 鍍金 舍利器) 안에는 수정으로 만들어진 공모양의 사리병이 들어 있는데, 여기에 구멍을 뚫고 사리를 모셨다.
금제구층탑(金製九層塔)은 높이가 12.9cm인 작은 탑으로, 정사각형으로 된 평상 모양의 기단 위에 있다. 1층 탑 몸체에는 한 면에 꽃잎 모양의 출입구가 3개 있고, 나머지 면에는 격자무늬 창문이 표현되어 있으며, 2층 이상에는 정면에만 출입구가 하나씩 있다. 각층 지붕의 네 모서리에는 사슬을 꼬아 달고 탑의 맨 꼭대기에는 덩굴무늬 장식이 있다. 

## 세부 목록
| 번호    | 사진 | 명칭                                                                                                | 소재지                                                    | 관리자 (단체)  | 지정일               | 참조 |
| 259-1호 |      | 남양주 수종사 사리탑 사리장엄구-청자유개호 (南陽州 水鐘寺 舍利塔 舍利莊嚴具-靑磁有蓋壺)             | 서울 종로구 우정국로 55, 불교중앙박물관 (견지동,광교빌딩) | 불교중앙박물관 | 1963년 1월 21일 지정 |      |
| 259-2호 |      | 남양주 수종사 사리탑 사리장엄구-금제구층탑 (南陽州 水鐘寺 舍利塔 舍利莊嚴具-金製九層塔)             | 서울 종로구 우정국로 55, 불교중앙박물관 (견지동,광교빌딩) | 불교중앙박물관 | 1963년 1월 21일 지정 |      |
| 259-3호 |      | 남양주 수종사 사리탑 사리장엄구-은제 도금 사리기 (南陽州 水鐘寺 舍利塔 舍利莊嚴具-銀製 鍍金 舍利器) | 서울 종로구 우정국로 55, 불교중앙박물관 (견지동,광교빌딩) | 불교중앙박물관 | 1963년 1월 21일 지정 |      |

## 참고 자료
- 남양주 수종사 사리탑 사리장엄구 - 국가유산청 국가유산포털